# الهيئة العامة للاعتماد والرقابة الصحية (مصر)
الهيئة العامة للإعتماد والرقابة الصحية هي هيئة حكومية مصرية تتبع رئيس الجمهورية، أُنشأت بموجب القانون رقم 2 لسنة 2018 ولائحته التنفيذية كأحد الأعمدة الثلاث الرئيسية (هيئة التأمين، هيئة الرعاية، هيئة الرقابة) لتطبيق منظومة التأمين الصحي الشامل. وهي الجهة المنوطة باصدار المعايير والتي بتطبيقها تضمن تقديم خدمات صحية ذات جودة عالية بجميع المنشآت  الصحية المختلفة طبقاً لمعايير الجودة وسلامة المريض.

## التشريعات المنظمة
- قانون رقم 2 لسنة 2018 بشأن نظام التأمين الصحي الشامل.[2][3]

## مهام الهيئة
إصدار المعايير/ تنمية القدرة المؤسسية للتقييم الذاتي/ التسجيل والاعتماد/ الرقابة على المنشآت الصحية.

## وصلات خارجية
- الموقع الرسمي